# Système Lana
Pour les articles homonymes, voir Lana (homonymie).
 (février 2013).
Si vous disposez d'ouvrages ou d'articles de référence ou si vous connaissez des sites web de qualité traitant du thème abordé ici, merci de compléter l'article en donnant les références utiles à sa vérifiabilité et en les liant à la section « Notes et références ».
Le système Lana est un système d'écriture en relief inventé en 1670 par Francesco Lana de Terzi, un jésuite italien.
Lana imagina divers systèmes d’écriture codée pour mal-voyants. Il conçut notamment un procédé d’impression en relief sur du papier épais ainsi qu’un « système permettant aux aveugles d’écrire couramment en traçant seulement des lignes et en faisant des points ».

## Fonctionnement
Le procédé d’impression en relief est basé sur une grille ouverte de trois fois trois cases dans laquelle sont placées les lettres de l'alphabet.
Chaque lettre de cette écriture prend la forme de la cellule contenant la lettre latine désirée (en fonction de la présence ou de l’absence des bordures) et contient un nombre de points égal à la position de la lettre dans la cellule. Ainsi, la lettre A étant en première position dans une cellule ouverte en haut et à gauche, elle s’écrira comme un « � » contenant un point.

Grille d’encodage.